# О’Донован, Иеремия

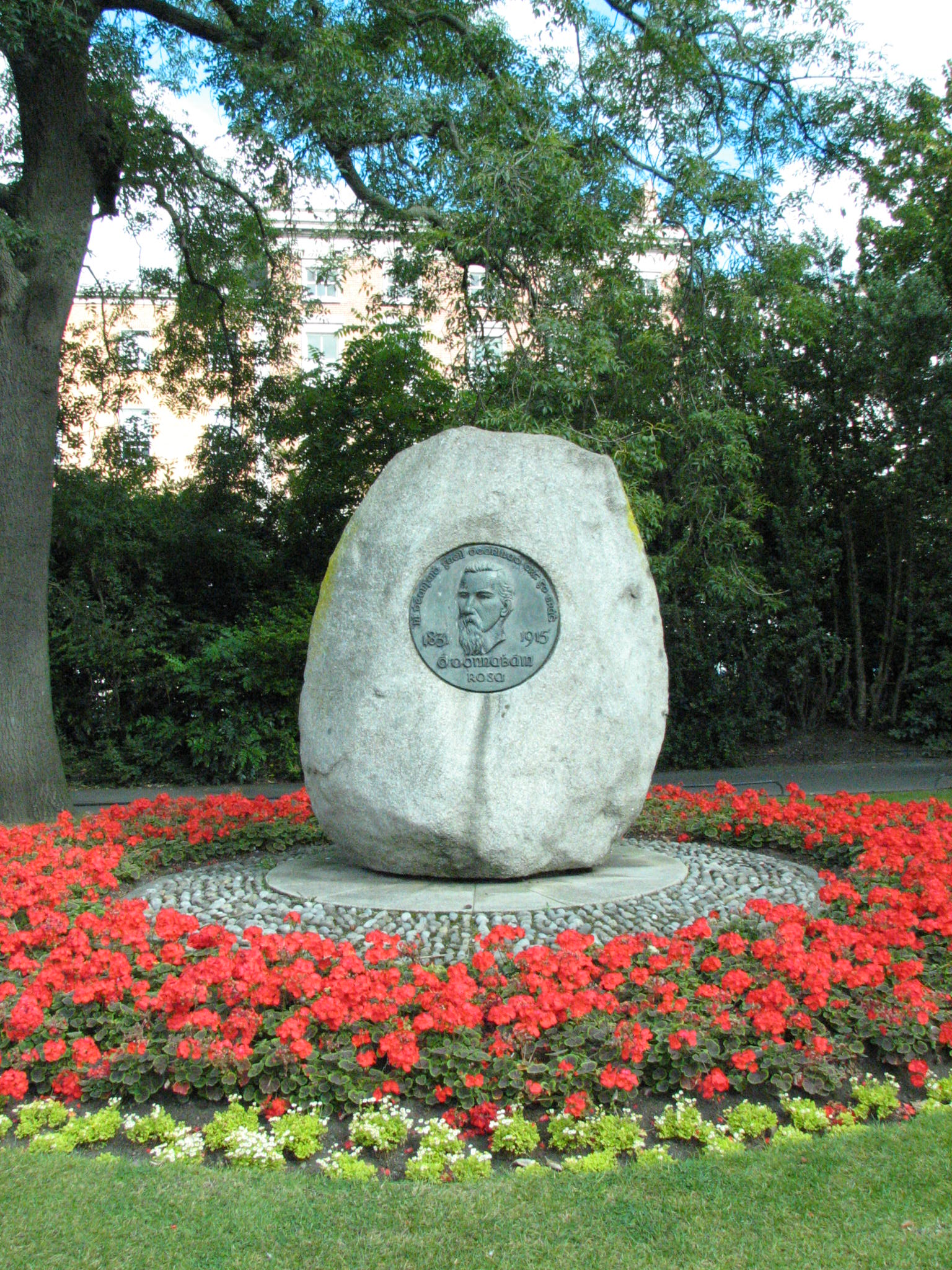
Памятник О’Донована в парке Сант-Стивенс-Грин г. Дублина

Иеремия О’Донован (по месту рождения называемый О’Донован Росса) (англ. Jeremiah O'Donovan Rossa; 10 сентября 1831, Ирландия — 29 июня 1915, Нью-Йорк, США) — деятель ирландского национально-освободительного движения, революционер, член фенианского братства, лидер тайной организации «Ирландское революционное братство» (ИРБ).

## Биография
Родился в графстве Корр в семье мелкого фермера. В детстве перенёс нужду, был рабочим, потом мелким торговцем.
В 1856 г. основал Национальное и литературное радикальное общество «Феникс», целью которого было «освобождение Ирландии силой оружия». Эта организация впоследствии под его влиянием стала революционной, и слилась с Ирландским республиканским Братством (IRB). Играл видную роль в движении фениев. 
В 1863 г. он основал и издавал журнал «Irish People», призывавший к ожесточенной борьбе при помощи кинжала и револьвера с «кровожадными саксами». В 1865 г. О’Донован был арестован, предан суду за государственную измену и приговорен к вечной каторге. Тюремное заключение отбывал в Англии. За нарушения режима и вызывающее поведение провёл в карцере в наручниках 38 дней (за метание ночного горшка в начальника тюрьмы и отказ снять шапку перед тюремным врачом). Бо́льшую часть заключения был лишен права переписки.
В 1869 г. О’Донован был выбран в Палату общин Великобритании, но выборы были признаны недействительными.
В 1870 он был помилован и переселился в США, поселился в Нью-Йорке, где основал журнал «Irish World», потом «United Ireland». В США участвовал в деятельности местных фенианских организаций. В течение полутора десятилетий О’Донован стоял во главе ирландских фениев в Америке; не без его прямого участия были совершены многие убийства в Ирландии и динамитные взрывы, в том числе, по всей вероятности, и убийство Кавендиша и  Бёрка(1882). 

«Единственное средство вырвать у Англии уступки — говорил он — это террор».
О’Донован — организатор первых в истории взрывов в английских городах, проведенных ирландскими республиканцами, что было названо впоследствии «динамитной кампанией». Эта акция продолжалась все 1880-е годы и сделала О’Донована печально известным в Британии. Британское правительство безуспешно требовало его экстрадиции из США.
В 1885 году англичанка Дёдлей совершила покушение на его жизнь, но лишь слегка ранила О’Донована. В 1887 году фенианское общество исключило его из своей среды за злоупотребление общественными суммами. Позднее он отошёл от активной революционной деятельности.
Правительство Британии разрешило ему посетить Ирландию в 1894 и 1904 годах. Во время последнего визита он стал почётным гражданином города Корк.
В последние годы жизни был тяжело болен и умер в больнице Святого Винсента на Статен-Айленде, Нью-Йорк. Тело О’Донована было перевезено в Ирландию для захоронения, где его встречали как национального героя. Похороны состоялись 1 августа 1915 при огромном стечении народа в Дублине на кладбище Гласневин.  
Был трижды женат и имел восемнадцать детей.

## Память
- В парке Сант-Стивенс-Грин г. Дублина (Ирландия) создан мемориал О’Донована.
- Один из мостов Дублина через реку Лиффи носит имя Иеремии О’Донована.
- Имя О’Донована присвоено нескольким улицам в городах Ирландии, в том числе в Корке.
- В 1981 почта Ирландии выпустила марку, посвященную 150-летнему юбилею О’Донована.